# Diego González Holguín
Fray Diego González Holguín (* um 1560 in Estremadura, Spanien; † um 1629 in Lima) war ein spanischer Jesuit und mit der Quechua-Sprache befasster Sprachwissenschaftler im Vizekönigreich Peru.
González kam 1581 als Missionar nach Peru und studierte 25 Jahre lang das Quechua in Cusco. 1607 veröffentlichte er in Lima die Gramática y arte de la lengua general del Perú und ein Jahr später das Vocabulario de la lengua general de todo el Peru, das erste Wörterbuch zum Quechua von Cusco. Nach den von Fray Domingo de Santo Tomás herausgegebenen Werken (Grammatik und Wörterbuch) zum damals im Raum Lima verbreiteten Quechua war es das zweite große Werk zur Quechua-Sprache.

## Schriften
- Gramática y arte de la lengua general del Perú. Lima, 1607
- Vocabulario de la lengua general del Perú. Lima, 1608
- Privilegios concedidos a los Indios. Lima, 1608

| Personendaten    | Personendaten                                                  |
| ---------------- | -------------------------------------------------------------- |
| NAME             | González Holguín, Diego                                        |
| ALTERNATIVNAMEN  | González Holguín, Fray Diego (vollständiger Name)              |
| KURZBESCHREIBUNG | spanisch-peruanischer Ordensgeistlicher, Sprachwissenschaftler |
| GEBURTSDATUM     | um 1560                                                        |
| GEBURTSORT       | Estremadura, Spanien                                           |
| STERBEDATUM      | um 1629                                                        |
| STERBEORT        | Lima                                                           |